# Romitan
 (décembre 2023).
Romitan (ouzbek : Romitan/Ромитан, russe : Ромитан) est une ville et le siège du district de Romitan dans la région de Boukhara en Ouzbékistan. La population de la ville était de 9 636 personnes en 1989 et de 14 300 personnes en 2016.
La ville est située à 17 km au nord-est de Boukhara.

## Histoire
Des preuves archéologiques suggèrent que l'établissement qui est aujourd'hui Romitan a été fondé avant l'invasion arabe.

Romitan a été mentionnée dans des sources historiques depuis le Xe siècle. Elle faisait partie de l'État samanide. L'historien du Xe siècle Nerchakhy, la nommant Ramtin, rapporte les données suivantes :

« Ramtin (qui existe maintenant près de Boukhara, mais qui est appelé Ramitan) possède une grande forteresse ; c'est un village fortifié. Il est plus ancien que Boukhara et dans certains livres, il est même mentionné sous le nom de Boukhara.
Ramtin avait été la résidence des tsars depuis les temps anciens, et lorsque la ville de Boukhara fut fondée, les tsars commencèrent à ne passer que l'hiver dans ce village. À l'époque musulmane, cette pratique continua.
Abu Muslim, que la miséricorde de Dieu soit sur lui, est arrivé en ce lieu et a vécu à Ramtin. Ce village a été fondé par Afrassiab, qui restait toujours à Ramtin lors de ses visites à Boukhara.
Les livres persans rapportent que Afrassiab aurait vécu pendant 2 000 ans et était un magicien. Il appartenait à la lignée du roi Nuh. Afrassiab aurait tué son gendre Siavach, et Siavach avait un fils nommé Key Khosrow.
Pour venger le meurtre de son père, Kay Khosrow arriva dans la région avec une grande armée. Afrassiab se dépêcha de fortifier le village.
Ramtin résista au siège du village par les troupes de Kay Khosrow pendant deux ans. En réponse à Ramtin, Kay Khosrow construisit également un village et le nomma Ramush.
Ce nom a été donné à ce village en raison de la beauté de son emplacement. Ce village est toujours habité. Dans le village de Ramush, Kay Khosrow fit construire un temple dédié aux adorateurs du feu ; les magiciens affirment que ce temple est plus ancien que les temples de Boukhara.
Kay Khosrow, après un siège de deux ans, captura la ville d'Afrassiab et le tua lui-même… Muhammad, fils de Jafar, affirme que 3 000 ans se sont écoulés depuis cette époque. Dieu seul sait mieux ! »

## Population
La ville de Romitan occupe le 122e rang en termes de population en Ouzbékistan et le 9e rang dans la région de Boukhara.
En 1989, la ville comptait une population de 9 636 habitants. En 1991, la population de Romitan était de 10 500 personnes. En 2003, Romitan avait une population permanente de 15 000 habitants. En 2016, la population était de 14 300 habitants. La majorité de la population est composée d'Ouzbeks et de Tadjiks. La ville abrite également des Kazakhs, des Tatars, des Russes et d'autres nationalités.

## Géographie
Romitan est traversée par deux autoroutes : Tachkent-Samarkand-Ourguentch et Tachkent-Noukous.
Les coordonnées géographiques de la ville sont : 39° de latitude nord et 64° de longitude est.
Les villes les plus proches de Romitan sont : Galaasiya (9 km), Vobkent (15 km), Boukhara (19 km), Shofirkon (23 km), Jondor (26 km), Kogon (27 km), Gijduvan (32 km), Kyzyltepa (41 km), Karaulbazar (59 km), Qorako‘l (65 km), Alat (75 km), Kanimekh (75 km), Gazli (82 km), Tinchlik (82 km), Zafarabad (85 km), Navoi (86 km), Karmana (87 km), Muborak (100 km), Turkmenabad (115 km, Turkménistan).
Le canal d'eau de Khairabad traverse la ville.